# Șerban Valeca
Șerban Constantin Valeca (n. 23 iunie 1956, București, România – d. 15 mai 2022, Ștefănești, Argeș, România) a fost un fizician și politician român, ales ca deputat în legislatura 1996-2000, în județul Argeș pe listele partidului PDSR și ca senator în același județ din partea Alianței PSD+PC în legislatura 2008-2012.
În perioada 28 decembrie 2000 - 19 iunie 2003 a fost ministru delegat pentru activitatea de cercetare.
Pe lângă activitatea politică, Ștefan Valeca a avut și o importantă activitate științifică. A fost profesor universitar, doctor în științe industriale, Guvernator al României la Agenția Internațională pentru Energie Atomică de la Viena și Președinte al Consiliului Științific al Institutului de Cercetări Nucleare ICN Pitești, având o experiență de peste 40 de ani în industria nucleară.